# مدينة الكويت
مدينة الكُويْت هي عاصمة دولة الكويت ومحافظة العاصمة وأكبر مُدُنها وموانئها. تقع في جنوب جون الكويت على الخليج العربي عند رأس عجوزة ، لذلك تعتبر في قلب البلاد وتتألف من خمس مناطق هي شرق والقبلة والصالحية والمرقاب ودسمان. وفي الشرق من الكويت تقع جزيرة فيلكا السياحية حيث توجد بعض الآثار اليونانية. وكانت الكويت قبل اكتشاف النفط من أهم المحطات على طريق قوافل التجارة بين الهند والغرب. وبها المطار الدولي المتطور الذي يربطها بمختلف عواصم العالم، فيتم تلبية احتياجات التجارة والنقل في مدينة الكويت من خلالها وميناء الشويخ وميناء الأحمدي.
الكويت هي عاصمة ناشئة متطورة عرفت الإزدهار مند أن أكتشف النفط سنة 1934، وتشهد نهضة عمرانية شاملة وحدائق كبيرة ومتنزهات كحديقة الشهيد وبيت التمويل ومصارف وشركات تأمين وجامعات ومعاهد، وأهمها جامعة الكويت، التي تضم مختلف الأقسام والفروع والتخصصات. كما أن فيها الهيئة العامة للتعليم التطبيقي والتدريب، و المعاهد التجارية والصناعية والصحية، ومعهد التربية. ومن أهم صناعاتها القائمة الصناعات البتروكيميائية وتتمثل بتكرير البترول وإنتاج الديزل والبنزين والكيروسين وزيت الغاز والغازولين وغيرها من الصناعات النفطية ، إلى جانب الصناعات الكيمياوية وتتمثل بصناعة البلاستيك والمنظفات والصناعات الغذائية، والمعدنية، وصناعة مواد البناء على اختلافها.

من أبرز معالم الكويت خزانات المياه المعلقة، وتعرف بالأبراج، وهي مبنية على تصميم سوني ليندستورم. وقد استخدم في هذه الأبراج خمسون طنًا من الألمنيوم المفرغ. تم بنائها في عام 1975 وافتتحت رسميًا في 1 مارس 1979. تعتبر مدينة الكويت مركزًا للثقافة العربية الحديثة في الخليج حيث اختيرت عاصمة للثقافة الإسلامية للعام 2016، ومركزًا ثقافيًا وطنيًا وفيها منطقة الثقافية الوطنية ومتحف الوطني، وهو غني بالتحف والآثار. كما يوجد بها مركز الطب الإسلامي ويتميز بعمارته الخاصة.

ومن أبرز معالم الكويت التاريخية أسواقها القديمة، وأهمها سوق المباركية، والصفاة، والحريم. وفي الكويت عدد من المساجد الحديثة والأثرية وأهمها مسجد الدولة الكبير الذي تم بناؤه 1986.

## التسمية

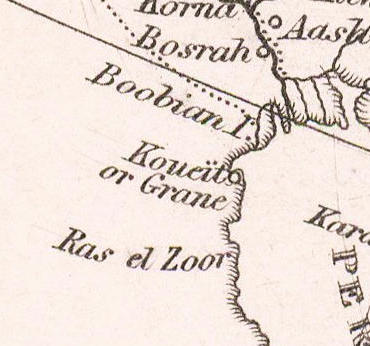
خريطة لجمعية نشر المعرفة المفيدة البريطانية تعود إلى عام 1840 ، مدينة الكويت مذكورة فيها بتسمية مزدوجة الكويت أو القرين (بالإنجليزية:Koueit or Grane).

اسم مدينة الكويت هو مشترك لفظي مع اسم الدولة التي هي عاصمتها. كانت بلدة الكويت تدعى القُرَيْن في القرن الثامن عشر، وهو تصغير من قرن وكوت. والقرن هو التل أو الأرض العالية، والكوت هو القلعة أو الحص. وهناك عدة مواضع تسمى بالقرين على الساحل الشرقي لجزيرة العربية، إلى الجنوب من الكويت، وعديد من البلدان العربية المسماة بالكوت. وجمع الكوت أكوات، ويطلق مؤرخو الجزيرة العربية هذه التسمية على الحصون المتعددة في المدن ذات القلاع والأسوار. ومن المرحج أن براك شيخ بني خالد، أنشأ بلدة الكويت قريبا للقرين، وغلب اسم الكويت على الموضع. فصارت البلدة تعرف باسم الكويت بدلًا من القرين. تقول الرواية المحلية الكويتية أن براكًا، قد بنى الكويت قبل بداية القرن الثامن عشر م/ الثاني عشر هـ، وبراك بن غرير آل حميد تولى زعامة بني خالد ما بين عام 1669 - 1682 م. هناك منطقة بمحافظة مبارك الكبير في دولة الكويت سميت القرين المشهورة بسوقها فليست هي القرين التاريخية.

تسمي مدينة الكويت في اللهجة الكويتية بـالديرة.

## التاريخ
ينطبق على الكويت مصطلح دولة مدينة، فتاريخ مدينتها متعلقة بإمارتها وعادة حسبها المؤرخون جزء من تاريخ البلاد عمومًا ولم يفردوا بدراستها، إذ كانت المدينة القديمة داخل السور هي محور ارتكازها بالمقارنة مع القرى الساحلية والواحات التابعة لها التي لم يكن أسوار. وقد ظهرت بلدة الكويت كمستوطن بشري في القرن الثامن عشر، وقد تكون ذلك التجمع من خلال الهجرات السكانية من شبه الجزيرة العربية أساسًا والمناطق الأخرى. إضافة إلى وجود بعض التجمعات الصغيرة التي كانت مستقرة على ساحل الخليج بما يعرف بالكوت قديمًا.

ارتبطت الحياة بصورة مباشرة بالبحر كالمصدر أساسي للدخل عن طريق الصيد وتجارة اللؤلؤ. اتسم العمران السائدة للمدينة بما تتسم به المدن العربية الإسلامية القديمة، والتي تتميز بوجود المباني والمتلاصقة والطرقات المتعرجة الضيقة والأسوار العالية التي تظلل الطرقات، والبيوت ذا الطابق الوحد مع ارتفاع الجدارن المجاورة، للوقاية من حرارة طوال النهار. كانت المساكن ملائمة للظروف الطبيعية والاجتماعية والاقتصادية. شهدت البلدة حوالي ثلاثة أسوار كل سور يتسع نطاقه مع اتساع البلدة وكان آخرها السور الذي أنشئ عام 1919 وعرف بسور الكويت ويحتوى على خمس بوابات. في عام 1946 خرجت أول شحنة نفطية من موانيها، ومنذ ذلك التاريخ بدأ النفط يلعب دورًا أساسيًا في الحياة الاقتصادية والاجتماعية والعمرانية فتطورت بلدة الكويت واتصلت تاريخها بتاريخ النفط في الكويت.

### بداياتها
اختلف الآراء حول ظهور مدينة الكويت أو تأسيسها، فمن المؤرخين من يظن أنه عام 1613، ومنهم من يذكر أن تاريخ تأسيسها كان عام 1672، بينما يؤكد آخرون أنه كان في عام 1713. ويرى البعض أنها أنشئت ما بين 1670 و 1712. على ما يبدو، فإن الكويت كانت موجودة منذ القرن السابع عشر، وكانت معروفة منذ أوائل القرن السابع عشر في خرائط أوروبية، كما تقرره وثائق شركة الهند الشرقية. وقد ارتبطت بداياتها مع بلدة القرين، ثم غلب عليها اسم الكويت.
كانت في القرن السابع عشر قرية صغيرة، سكنها جماعة من البدو وصيادي السمك وبعض العشائر التابعة لابن عريعر، الا أنها سرعان ما بدأت تنمو تدريجيًا، حتى أصبحت مركزًا للقبائل التي تحيب بها ومكانًا لبناء القوارب فيما بعد. فأن براك بن عريعر قد أصدر أمره بانشاء قصر كبير، كوت، في موقع مدينة الكويت الحالية، ليتخذه مركزًا لقواته المحافظة على الحدود. كانت للكويت صلة قوية مع بنو خالد في الأحساء. بنو خالد، وهم من قبائل العربية الكبيرة في الأحساء، وحكامها من شيوخ بني عريعر، كانوا على علاقة طيبة مع العثمانيين، واستمر حكمهم حتى عام 1670. العلاقة بينهم وبين الكويت قامت ومنذ البداية على التعاون حتى قبل استقرار قبائل العتوب في الكويت، واشتركوا مع بني خالد في فتح القطيف سنة 1671. وحين ظهرت الدعوة السلفية الوهابية في نجد، قام صراع عنيف بين آل سعود وآل عريعر زعماء بني خالد، انتهى بتغلب السعوديين فاخضعوا الأحساء لحكمهم في 1793. ثم اتاحت الفرصة أمام بعض التجمعات العشائرية التابعة للخوالد كالعتوب لكي تنفرد بحكم المناطق التي سبق وإن تمركزت فيها، مثل الكويت. والعتوب، يمثلون حلفًا يضم افخاذًا كثيرة تنتمي لعدة قبائل، هاجرت من مساكنها في نجد واستقرت على سواحل الخليج وتحالفت هذه القبائل مع بعضها واصبحت تمثل قبيلة العتوب الواحدة. تمت هجرة العتوب بالعقد 1670-1680 م. فسكنت الكويت - القرين - جماعات العتوب وهم آل صباح وآل خليفة والجلاهمة إضافة إلى أسر عديدة وقبائل أخرى منها المطير وعجمان، وقد احاط بهذه الجماعات التي سكنت بالقرب من الساحل مجموعات أخرى من شبه الرحل من البدو. استطاع العتوب تثبيت أوضاعهم الجديدة بتحالفهم مع القبائل المجاورة لهم، وكان لنزعة هذه القبائل إلى الاستقلال، وضعف السلطة العثمانية في ولاية البصرة، ورغبة الوكالات التجارية الأوربية على التعامل مباشرة مع شيوخ العتوب، ساعد المجتمع الجديد أن يشهد نموًا اقتصاديًا في القرن الثامن عشر، لا سيما في الفترة 1716- 1766.

### القرن 18
في سنة 1709 مر بالكويت مرتضى بن علوان في طريقه إلى الحج وكتب عنها في رحلتها وقال: «دخلنا بلدة يقال لها الكويت بالتصغير. بلدة لا بأس بها تشابه الحسا بأبراجها ومبانيها.. وأما الفاكهة والبطيخ وغير ذلك من اللوازم فيأتي من البصرة كل يوم في المركب، وتأتيها الحبوب من الحنطة وغيرها، لأن أرضها لا تقبل الزراعة، وأسعارها أرخص من الحسا.» 

نجح العتوب في تنمية بلدتهم وتعزيز امكاناتها، أولها خطوط المواصلات البحرية للشركات التجارية الأوروبية عبر الخليج العربي وإليه، وثانيهما عدم وجود قوة قادرة على منافستهم بالمنطقة، كذلك سماحة حكم بني خالد الذي ساعد في توفير الحماية لهم، وفتح لهم نوافذ التعامل السياسي والتجاري مع الآخرين، مما عزز مدينتهم الناشئة وثبت أركانها، التي اشتهرت بالكويت بدلًا من القرين. وفي النصف الأول من القرن الثامن عشر، استفادت الكويت في تدعيم مكانتها المتنامية.
زادت أهمية الكويت كمركز تجاري بارز في المنطقة بعد الاحتلال الزندي لولاية البصرة العثماني في 1775 خلال الحرب العثمانية الفارسية. كانت البصرة في ذلك الوقت مركزًا تجاريًا مهمًا، وترتب على احتلالها أن أنتقلت الحركة التجارية الخارجية إلى الكويت حيث نقلت شركة الهند الشرقية مكاتبها ومخازنها وموظفيها وسفنها إليها. فأصبحت الكويت سوق تلك المنطقة وبدأت الهجرة الضخمة إليها باعتبارها مركزًا تجاريًا نشطًا جديدًا في منطقة الخليج العربي.

بحكم موقعها الجغرافي باعتبارها مركزًا للقوافل البرية المتجهة نحو البصرة وحلب، قد ترتب على ذلك ازدياد تعاملها التجاري مع البصرة، بعد رجوعها إلى العثمانيين. كما اشتهرت بكونها المنفذ الطبيعي لمناطق شبه الجزيرة العربية، وأدت دور الوسيط التجاري بين العراق وشرق الجزيرة العربية، إقليم الأحساء.

مع بداية النصف الثاني من القرن الثامن عشر، أصبح للكويت طرق خاص بها وتمعتت بمكانة بارزة بين إمارات الخليج العربي، حيث كان أسطولها التجاري ثاني اسطول بعد مسقط. وبصفة عامة، أفادت الكويت مدينتًا وإمارتًا من المساهمة الكثيرة في التجارة شركة الهند الشرقية الهولندية، وأكبر فائدة من التعامل مع شركة الهند الشرقية البريطانية أيضًا.

تمثل سنوات اخيرة للقرن 18، وبداية 19 باحداثها المهمة، فترة انشغال أهالي الكويت في توطيد أنفسهم وتقوية نفوذهم، اذ نجح آل الصباح في زيادة قوتهم عن طريق التزاوج والمصاهرة مع القبائل الأخرى، كما شهد المجتمع الجديد تطورًا ملحوظًا، اذ تطور سكان المدينة الكويت إلى مجتمع مستقر يشتغل بالتجارة والغوص على الؤلؤ وصناعة السفن والقوارب، فضلًا عن وجود ملامح التوجه نحو العلم والمعرفة.

تولي الحكم عبد الله بن صباح حوالي عام 1762، وخلال حكمه نمت الكويت وازدهرت واتسعت مدينة الكويت واستقرت اوضاعها الداخلية، وبني سور المدينة التي عرفت بسور الكويت. وبلغ طوله 750 متر، وهو أول سور عرفته الكويت. ولم يبقى من المباني التي كانت بداخل السور سوى 4 مساجد وهي: مسجد السوق الكبير ومسجد الخليفة ومسجد العدساني ومسجد الحداد وكان السور يحتوي على خمسة بوابات، وقيل ست بوابات. آنذاك كانت مدينة الكويت في السابق عبارة عن مدينة صغيرة جدًا، يحيطها سور يعرف باسم السور الأول. وهي ما عرفت فيما بعد باسم الوسط بعد التوسع الذي صار خارج السور الأول.

في الربع الأخير من القرن، كانت الكويت قد استكملت المقومات الأساسية لوجودها المتنامي، وبرز اسم شيخها الحاكم محليًا وخليجيًا. فإن البداية الحقيقية لنشاة الكويت، كانت في عهدها وهو الذي تمكن من وضع نواتها الأولى، وثبت موقعها السياسي. توفي عبد الله في عام 1814 وترك من الأولاد ولدًا واحدًا هو جابر، الذي تولى الأمر بعده.

### القرن 19
أكملت في عهد جابر السور الذي بناه والده، ويبدو أن ذلك السور قد تهدمت أجزاء عديدة منه، ومن ثم أمر الشيخ جابر ببناء سور آخر عام 1814، على أن أجزاء من هذا السور تهدمت كذلك، فعمل على تعيمه عام 1841. خلال هذه الفرة نمت مدينة الكويت واتسعت تجارتها. فقد وصف جيمس سلك بكنغهام الكويت خلال رحلته في الخليج عام 1816 بقوله «وكان الميناء الذي يلي القطيف على هذا الساحل، هو ميناء قرين كما يسمي في الخرائط الإنجليزية، ويتميز الميناء بجودة مرفاه، وكان يستعمل لفترة من فترات كمحطة لسفن شركة الهند الشرقية لترسو فيه، ويقطن المدينة بصورة رئيسية التجار والمشتغلين بالتجارة.»

حققت الكويت زيادة ملحوظة في عدد سكانها في الربع الأول من القرن التاسع عشر، ولكنها أصيبت بطاعون في عام 1826، لا يقل فداحة عما حدث في العراق ونجد، فالمصادر تجمع على أن هذا الطاعون أفنى أكثر من ثلاثة أربع أهل الكويت. وصفه يواكيم هايوارد ستوكويلر عام 1831 «كنت تقريبًا الأوروبي الوحيد الذي زار المدينة خلال عدة سنوات، واحتوت على ما يقارب  آلاف نسمة، وإن المدينة كان يحكمها آنذاك شيخ لم يحتفظ بقوة مسلحة، ولكنه كان يجبي اثنين في المائة ضريبة على كل الواردات.» فإن أهمية الكويت قد تدنت في أواخر الثلث الأول من القرن التاسع عشر، إذ تناقض سكانها إلى أربعة آلاف نسمة. وبعد مدة وجيزة، سرعان ما عم البلاد الاستقرار.

مع حلول النصف الثاني من القرن، أخذت الكويت تستعيد أهميتها الخليجية والدولية. وخلال ستينات القرن، تقدمت الكويت وكثر عمرانها وتزايد سكانها واحتلت الصدارة بين الإمارات المتواجدة في الشمال الخليج العربي، فاصبحت «مدينة مزدهرة، وهي تضم حوالي 20 ألف نسمة.» 
شهدت سبعينات القرن التاسع عشر، اشتداد التنافس الأوروبي للسيطرة على مناطق النفوذ في الشرق الأوسط، مما اكسب الخليج العربي أهمية خاصتًا بعد فتح قناة السويس عام 1869، فكثر الكلام عن مشروع سكة حديدية تربط الإسماعيلية على قنان السويس بالكويت على الخليج العربي.

وفي سبعينات القرن التاسع عشر، ازداد عدد السفن الكويتية وتصاعدت فعاليتها التجارية، مع استقرار أوضاعها السياسية، وثبوت سيادتها على نفسها، حتى قدرتها جريدة الزوراء العراقية بألفي سفينة في عددها 17 بتاريخ 3 يونيو 1871، فزادت أهمية ميناء الكويت.

### القرن 20

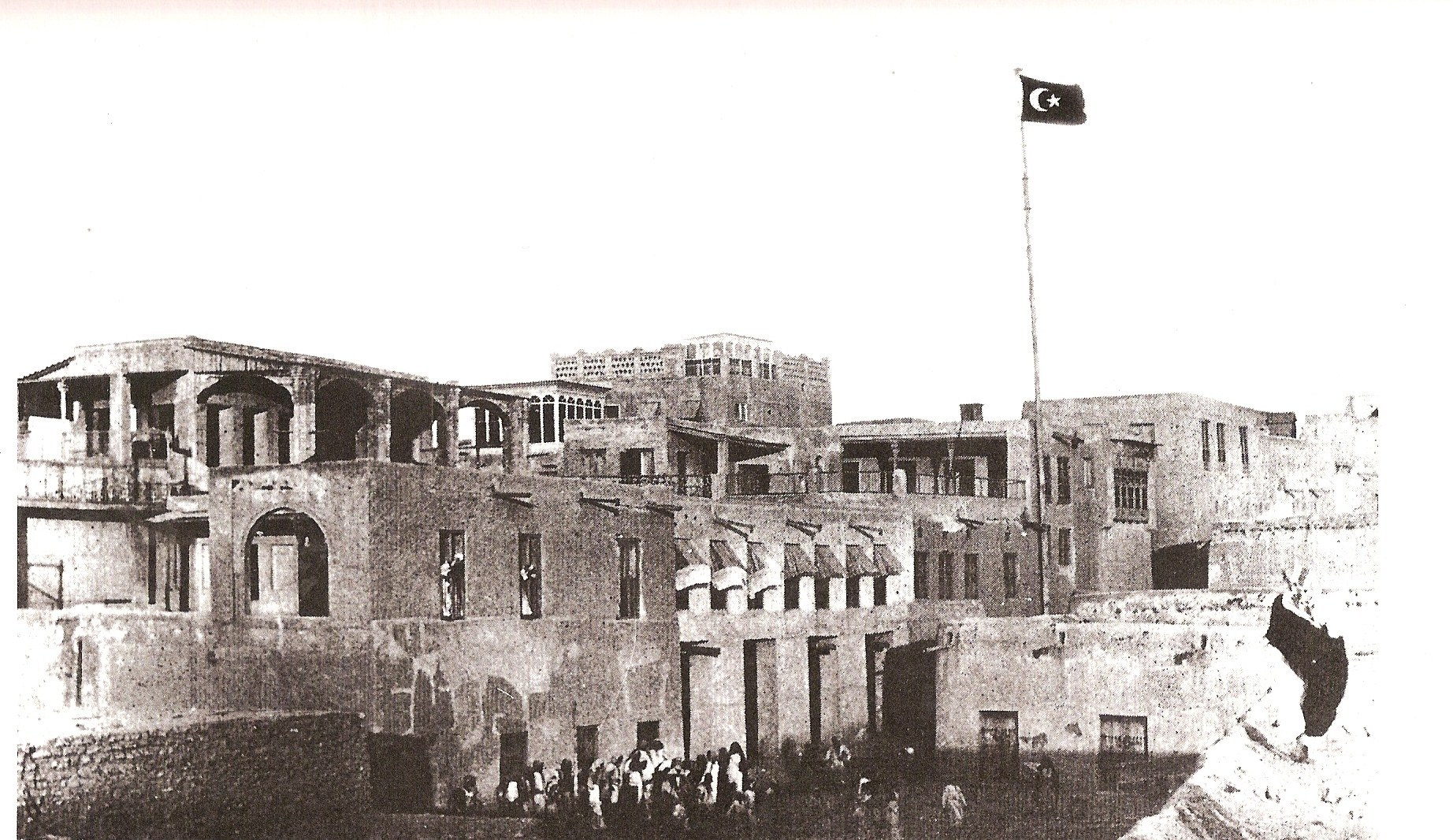
قصر السيف سنة 1913، هو قصر الحكم في دولة الكويت، بُني القصر عام 1904 في عهد مبارك الكبير للإمارة.

تقدمت الكويت في عهد مبارك الصباح، وازدهرت التجارة اذ توفرت وسائلها. والكويت كانت تتمتع بميناء بحري ممتاز، وتملك أسطولًا تجاريًا عظيمًا في هذه الفترة، واستمرت تجارتها التقلدية مع الهند وشرق أفريقيا والعراق، ومما زاد في نشاطها التجاري عودة السفن التجارية الإنجليزية في رحلتها الاسبوعية المعتادة، والتي كانت تقوم فيها بزيارة الكويت وهي عائدة من بلاد الهند. في البحار، كانت سفن الكويت الشراعية تواصل رحلاتها إلى دول عديدة في شبه القارة الهندية وشرقي أفريقيا ووصل بعضها إلى موزمبيق جنوبًا، وبلغ عدد سفن الغوص في 1922 ثمانمائة سفينة.
تم تشييد سور الكويت الثالث في 1920، الذي يبلغ طول السور 7 كيلومترات ويمتد حول مدينة الكويت بارتفاع قدره 4 أمتار وسمك 3 أمتار ويتكون من أربع بوابات وأضيفت بوابة خامسة لاحقا. بعد هدم السور الثالث في سنة 1957 ظلت تعرف تلك المنطقة التي كانت داخل السور باسم مدينة الكويت وأصبحت تعرف الأحياء باسم مناطق، وأصبحت فيما بعد هي العاصمة الرسمية لدولة الكويت.
شهدت الكويت في عهد مبارك تنمية العصرية والحداثة، منها خدمات البريدية والتلغراف اللاسكلي، والطبية، والتعليمية. في 1927، تم إنشاء أول مطار في الكويت، وفي 1942 افتتح أول بنك فيها، وفي 1945 أنشئ بيت الكويت في القاهرة للإشراف على البعثات الكويتية التي بدأت أعدادها في الازياد هناك، اصدرت أول شحنة من نفط الكويت خام في 1946، وتأسست أول مطبعة في الكويت سنة 1947، وفي السنة التي تلتها صدرت مجلة كاظمة وهي أول مجلة تطبع وتصدر من الكويت.

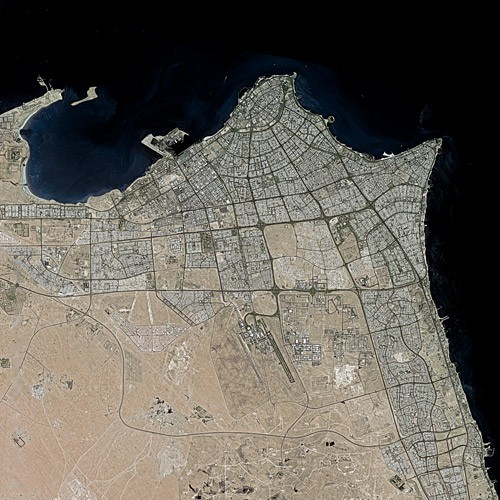
منظر جوي لمدينة الكويت وضواحيها في 2004.

وفي عهد جابر المبارك الصباح، ازدهرت التجارة مع بلاد الشام. وفي عهد سالم، خطط للدفاع عن مدينة الكويت نفسها بناء سور جديد لحمايتها وتم بناء ذلك السور في شهرين، وبقي قائما حتى 1957، لتتسع المدينة خارج السور ولم يبق منه سوى بواباته. وفي عام 1938 شهدت الكويت حدثين هامين في تاريخها في عهد أحمد الجابر الصباح، أولهما ما عرف بحركة مجلس، وثانيهما اكتشاف النفط بكميات تجارية، وتصادف وقوع هذين الحادثين مع بداية الحرب العالمية الثانية. لم تستفد الكويت مبكرًا من نفطها بالنظر لاندلاع الحرب التي استمرت قائمة حتى عام 1942. الا أن عائدات النفط أخذت تتدفق على الكويت بعد أن أحتفلت باسالة النفط وبداية تصديره في 30 يونيو 1946. فبدأ وجه الكويت في التغير السريع، واستغل أحمد الجابر هذه الثروة في بناء نهضة البلاد التعليمية والصحية.
فبعد ظهور نفط وتصدير أول شحنة عام 1946 مرت المدينة بطفره عمرانية أدت إلى التوسع العمراني، ثم هدم السور المحيط بها في سنة 1957 للتوسع. 

في 19 يونيو 1961، أصبحت الكويت دولة مستقلة وعيّت مدينة الكويت عاصمتًا لها بدون مادة مخصصة أو ذكرها في الدستور الكويتي. 

لحقت بالمدينة العديد من الأضرار في البنايات والأماكن العامة والجمعيات ومراكز التسوق والبيوت والمستوصفات وأرشيف الكويت الوطني بعد الاجتياح العراقي للكويت عام 1990، وتم إعادة ترميم الأضرار بعد التحرير.

هناك بعض انتقادات من صحفيون حول تلوث بصري وسوء التخطيط العمراني في مدينة الكويت لا سيما بعد الستينات القرن العشرين.

## الجغرافيا

صورة القمر الصناعي التقاطها Sentinel-2 خلال برنامج كوبرنيكوس في 25 يوليو 2019، جغرافية مدينة الكويت ومحيطها واضحة فيها.

تقع مدينة الكويت على جون الكويت، وهو ميناء طبيعي ذو مياه عميقة ويعيش 90٪ من سكان الكويت داخل ساحله.

أنشئت الأرصاد الجوية في الكويت في يوليو 1953 حيث ضمن محطة مناخية واحدة في الشويخ على أساس رصدتين، وفي عام 1954 اقيمت محطتان مناخيتان الأولى في مدينة الكويت بمدرسة أبو بكر الصديق والثانية في العمرية. وفي 1955 أنشئت محطة مناخية في مطار الكويت القديم، النزهة لاحقًا، حيث كانت الرصدات تؤخد يوميًا الساعة التاسعة صباحًا أو حسب متطلبات الطيران. في 1956 أقيمت محطة ارصاد تجريبية في موقع المطار الجديد، مطار الكويت الدولي حاليًا، وقبيل انتهاء عام 1957 أقيمت محطة مناخية في موقع المطار نفسها، وفي عام 1951 بدأت إذاعة الكويت نشرتها الجوية، وخلال عام 1960 نشرت تقارير المناخ السنوية لأول مرة للاعوام 1956- 1960. في مطلع عام 1962 بدأت أول محطة سينوبتيكية في العمل في مطار الدولي، على أساس 24 ساعة. فتطورت بعدها تقنيات الإرصاد الجوي في فترات متعددة.

### المناخ
تتمتع مدينة الكويت بمناخ صحراوي حار (كوبن: BWh) مع فصول الصيف شديدة الحرارة وطويلة الأمد وشتاء معتدل وقصير. إنها من أكثر المدن حرارة على وجه الأرض. يزيد متوسط درجات الحرارة المرتفعة في الصيف عن 45 درجة مئوية (113 درجة فهرنهايت) لمدة ثلاثة أشهر من العام، وأثناء موجات الحر تتجاوز درجة الحرارة خلال النهار بانتظام 50 درجة مئوية (122 درجة فهرنهايت) مع أدنى مستوياتها في الليل تظل أعلى من 30 درجة مئوية (86 درجة فهرنهايت). في فصل الشتاء، تنخفض درجات الحرارة ليلا غالبًا إلى أقل من 8 درجات مئوية (46 درجة فهرنهايت). بالنظر إلى موقعها الساحلي والمسافة النسبية لخط الاستواء بالمقارنة مع المناخ الصحراوي الحار في إفريقيا والمملكة العربية السعودية، فإن الحرارة في المدينة شديدة إلى حد ما - حيث تحيط بها الصحراء الساخنة في كل اتجاه تقريبًا.

تحدث العواصف الرملية في بعض الأحيان خلال فصل الصيف من رياح الشمال. يمكن أن تحدث العواصف الرملية في أي وقت من العام ولكنها تحدث غالبًا خلال فصل الصيف وأقل تكرارًا خلال فصل الخريف.
| البيانات المناخية لـمدينة الكويت                                                        | البيانات المناخية لـمدينة الكويت | البيانات المناخية لـمدينة الكويت | البيانات المناخية لـمدينة الكويت | البيانات المناخية لـمدينة الكويت | البيانات المناخية لـمدينة الكويت | البيانات المناخية لـمدينة الكويت | البيانات المناخية لـمدينة الكويت | البيانات المناخية لـمدينة الكويت | البيانات المناخية لـمدينة الكويت | البيانات المناخية لـمدينة الكويت | البيانات المناخية لـمدينة الكويت | البيانات المناخية لـمدينة الكويت | البيانات المناخية لـمدينة الكويت |
| الشهر                                                                                   | يناير                            | فبراير                           | مارس                             | أبريل                            | مايو                             | يونيو                            | يوليو                            | أغسطس                            | سبتمبر                           | أكتوبر                           | نوفمبر                           | ديسمبر                           | المعدل السنوي                    |
| --------------------------------------------------------------------------------------- | -------------------------------- | -------------------------------- | -------------------------------- | -------------------------------- | -------------------------------- | -------------------------------- | -------------------------------- | -------------------------------- | -------------------------------- | -------------------------------- | -------------------------------- | -------------------------------- | -------------------------------- |
| الدرجة القصوى °م (°ف)                                                                   | 29.8 (85.6)                      | 35.8 (96.4)                      | 41.2 (106.2)                     | 44.2 (111.6)                     | 49.0 (120.2)                     | 49.8 (121.6)                     | 52.1 (125.8)                     | 50.7 (123.3)                     | 47.7 (117.9)                     | 43.7 (110.7)                     | 37.9 (100.2)                     | 30.5 (86.9)                      | 52.1 (125.8)                     |
| متوسط درجة الحرارة الكبرى °م (°ف)                                                       | 19.5 (67.1)                      | 21.8 (71.2)                      | 26.9 (80.4)                      | 33.9 (93.0)                      | 40.9 (105.6)                     | 45.5 (113.9)                     | 46.7 (116.1)                     | 46.9 (116.4)                     | 43.7 (110.7)                     | 36.6 (97.9)                      | 27.8 (82.0)                      | 21.9 (71.4)                      | 34.3 (93.7)                      |
| متوسط درجة الحرارة الصغرى °م (°ف)                                                       | 8.5 (47.3)                       | 10.0 (50.0)                      | 14.0 (57.2)                      | 19.5 (67.1)                      | 25.4 (77.7)                      | 28.9 (84.0)                      | 30.7 (87.3)                      | 29.5 (85.1)                      | 26.2 (79.2)                      | 21.5 (70.7)                      | 14.5 (58.1)                      | 9.9 (49.8)                       | 19.9 (67.8)                      |
| أدنى درجة حرارة °م (°ف)                                                                 | −4.0 (24.8)                      | −1.6 (29.1)                      | −0.1 (31.8)                      | 6.9 (44.4)                       | 14.7 (58.5)                      | 20.4 (68.7)                      | 22.4 (72.3)                      | 21.7 (71.1)                      | 16.0 (60.8)                      | 9.4 (48.9)                       | 2.0 (35.6)                       | −1.5 (29.3)                      | −4.0 (24.8)                      |
| معدل هطول الأمطار مم (إنش)                                                              | 30.2 (1.19)                      | 10.5 (0.41)                      | 18.2 (0.72)                      | 11.5 (0.45)                      | 0.4 (0.02)                       | 0.0 (0.0)                        | 0.0 (0.0)                        | 0.0 (0.0)                        | 0.0 (0.0)                        | 1.4 (0.06)                       | 18.5 (0.73)                      | 25.5 (1.00)                      | 116.2 (4.57)                     |
| متوسط الأيام الممطرة (≥ 0.1 mm)                                                         | 5                                | 3                                | 3                                | 1                                | 0                                | 0                                | 0                                | 0                                | 0                                | 1                                | 3                                | 3                                | 19                               |
| ساعات سطوع الشمس الشهرية                                                                | 198.1                            | 222.5                            | 217.6                            | 229.3                            | 272.5                            | 304.5                            | 307.1                            | 301.6                            | 285.1                            | 252.2                            | 216.5                            | 193.5                            | 3٬000٫5                          |
| ساعات سطوع الشمس اليومية                                                                | 7.1                              | 7.7                              | 7.5                              | 7.9                              | 9.4                              | 10.5                             | 10.6                             | 10.8                             | 10.2                             | 9.0                              | 7.7                              | 6.9                              | 8.8                              |
| نسبة وصول أشعة الشمس                                                                    | 68                               | 69                               | 63                               | 62                               | 69                               | 77                               | 76                               | 78                               | 77                               | 79                               | 72                               | 67                               | 72                               |
| المصدر #1: World Meteorological Organization (temperature and rainfall 1994–2008)       |                                  |                                  |                                  |                                  |                                  |                                  |                                  |                                  |                                  |                                  |                                  |                                  |                                  |
| المصدر #2: NOAA (sunshine and records, 1961–1990) source 3 = Wundergound (2012 records) |                                  |                                  |                                  |                                  |                                  |                                  |                                  |                                  |                                  |                                  |                                  |                                  |                                  |

## الإدارة
تأسست بلدية الكويت في 13 أبريل 1930 بعد أن قام يوسف بن عيسى القناعي بزيارة إلى مملكة البحرين في يوليو 1928، حيث شاهد بلديتها التي أنشئت في عام 1919 وبعد ذلك كتب مقالة بعنوان الحكم الشرعي في تاريخ البلديات فطرحت فكرة إنشاء البلدية على حاكم الكويت أحمد الجابر الصباح الذي اقتنع بالفكرة ووافقه على إنشاء بلدية الكويت. بعد عام من تأسيسها صدر قانون البلدية حيث نصت مادته الأولى بأن يتألف المجلس البلدي من اثنى عشر عضوًا ورئيسًا.
تتمتع بلدية الكويت منذ نشأتها بشخصية مستقلة. لها أنظمتها وقوانينها الخاصة. كان المجلس البلدي يقوم بدور التخطيط والتوجيه والرقابة ، ومدير البلدية والجهاز التنفيذي ينجزان الأعمال وينفذانها. اهتمت البلدية بالتنظيف والمراقبة وتحصيل الرسوم. كان مقرها في مكتب صغير داخل متجر مستأجر في السوق. في عام 1933 انتقلت البلدية إلى مقرها الرئيسي في ساحة الصفاة.

في مبنى البلدية القديم استمر العمل بقانون البلدية حتى عام 1954، حيث صدر قانون جديد نصت المادة الأولى «أن يكون للبلدية شخصية حكيمة ذات استقلال مالي تعمل على تقدم المدينة عمرانيا وصحيا واجتماعيا ومدنيا ليمارس المجلس البلدي سلطة الإشراف والتوجيه .». أما السلطة التنفيذية فيتم ممارستها من قبل رئيس البلدية وبمساعدة مدير البلدية. يتكون الجهاز التنفيذي من إدارات الشؤون الإدارية والمالية والفنية والصحية. بنهاية الخمسينيات تم تشكيل مجلس أعلى في الدولة ضم رؤساء الدوائر الحكومية في الكويت وبعض خبراء. في هذه المرحلة تم وضع قوانين منها قانون البلدية لعام 1960، حيث نصت المادة الثانية منه: «أن تعمل البلدية على تقدم الكويت عمرانيا وصحيا عن طريق تنظيم المدينة وتجميلها ووقاية الصحة العامة وتأمين سلامة المواد الغذائية والمحافظة على الراحة العامة في المساكن والطرقات واتخاذ ما يؤدي إلى تقدم الكويت ورفاهية سكانها.»

أحمد المنفوحي هو مدير عام البلدية منذ 18 يناير 2016،  جدد تعيينه لمدة أربع سنوات في 24 يناير 2020.

وللوزراة العدل هناك إدارة تنفيذ محافظة العاصمة.

## التركيبة السكانية

### الدين

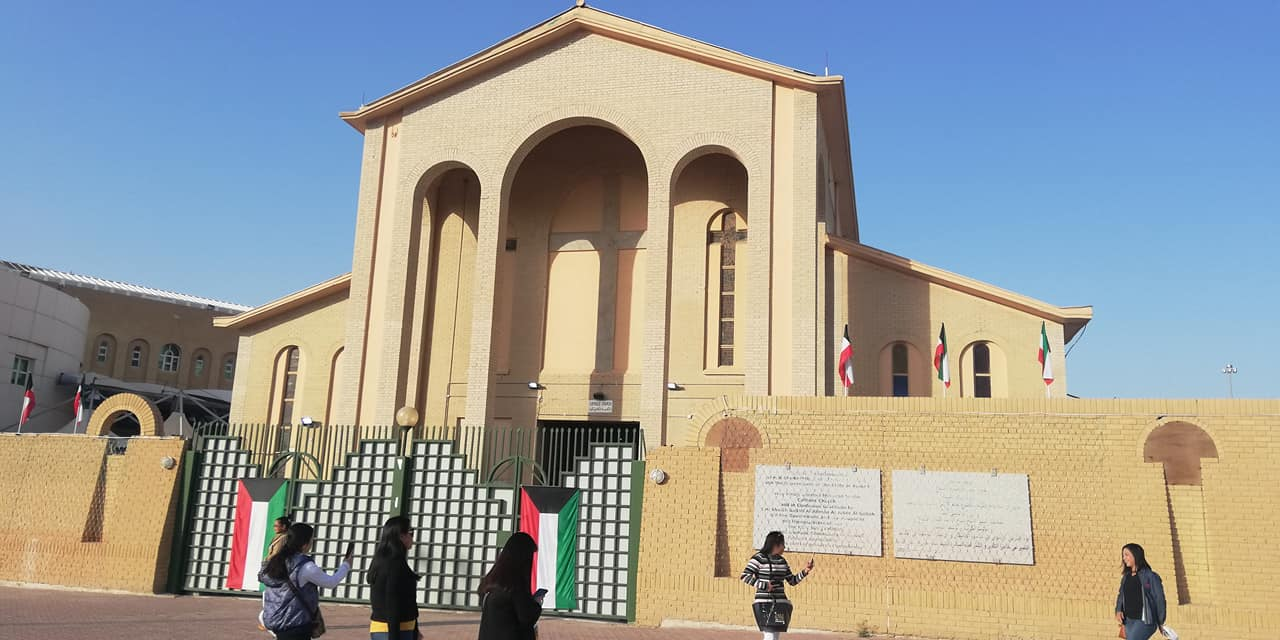
كنيسة العائلة المقدسة وهي كاتدرائية رومانية كاثوليكية افتتحت في 16 مارس 1961.

أغلب سكان مدينة الكويت هم مسلمون كباقي بلاد. يوجد في محافظة العاصمة بإجمالي 293 مسجداً، في تقرير سنة 2019. وأكبر مساجد البلاد هو مسجد الدولة الكبير، الذي يتسع لـ35 الف مصلٍّ، واصبح معلماً من معالم الكويت. وفي مدينة الكويت عدد من المساجد الحديثة والأثرية  وأهمها مسجد المطران، ومسجد القطامي ومسجد السوق الكبير، وناهض، ومسجد السرحان، ومسجد الخالد ذو المئذنة ذات القمة الكمثرية، ومسجد الخليفة ومسجد سعيد ذو المئذنة ببدن قصير، ومسجد براك الدماك، ومسجد الدولة الكبير الذي تم بناؤه 1406 هـ/ 1986 وهو من أجمل مساجد الكويت، وتبلغ مساحته 45 ألف متر مربع، ومسجد لؤلؤة، ومسجد ابن خميس وغيرهم كثير. الإسلام بمدينة الكويت كبغداد وبيروت يظهر في تقسمه إلى مذهبين السنّة والشيعة. تركز وجود الشيعة بالكويت في المدينة أساسًا، والاثني عشرية الأصولية في صدر التركيبة المذهبية المَدرسية عندهم ثم الإخبارية والشيخية. ويتوزعون بين تيارات عديدة علمانية ودينية.

منحت الحكومة للمسيحين قطعة أرض كبيرة في حي من أعظم أحياء العاصمة لإقامة كنيسة عليها، تعرف بكنيسة العائلة المقدسة وهي كاتدرائية رومانية كاثوليكية افتتحت في 16 مارس 1961. وهناك أيضًا الكنيسة الإنجيلية.

## الاقتصاد
تتميز مدينة الكويت بكونها ميناء الرئيسي للدولة، مما يزيد من أهميتها على المستوى التجاري، ويحتوي أيضا على مطار دولي، مما يجعلها تتميز النشاط البحري والجوي. بالنسبة للإنتاج الصناعي، ينتج عدد كبير من المنتجات في الكويت، وخاصة السلع الأساسية لصناعة النفط. كما تنشط الحياة المالية لوجود عدد من البنوك ومؤسسات التأمين وذلك بسبب أنها تعتبر ثاني أكبر الأسواق المالية بين دول الخليج العربي. في عام 1952 افتتح أول بنك في الكويت، وهو فرع من البنك الشاهي البريطاني المؤسس في لندن عام 1882 وكان يقع في السوق الداخلي ثم نقل من مكانه إلى مكان بني خصيصا له في ساحة الصفاة. تأسس بنك الكويت الوطني في 1952 هو أول وأعرق مؤسسة مالية ومصرفية في دولة الكويت. ثم تأسس بنك الكويت المركزي بموجب القانون رقم 32 لسنة 1968 في شأن النقد وبنك الكويت المركزي وتنظيم المهنة المصرفية الصادر بتاريخ 30 يونيو 1968، ليحل بذلك محل مجلس النقد الكويتي الذي تأسس بموجب المرسوم الأميري رقم 41 لسنة 1960.

## الثقافة

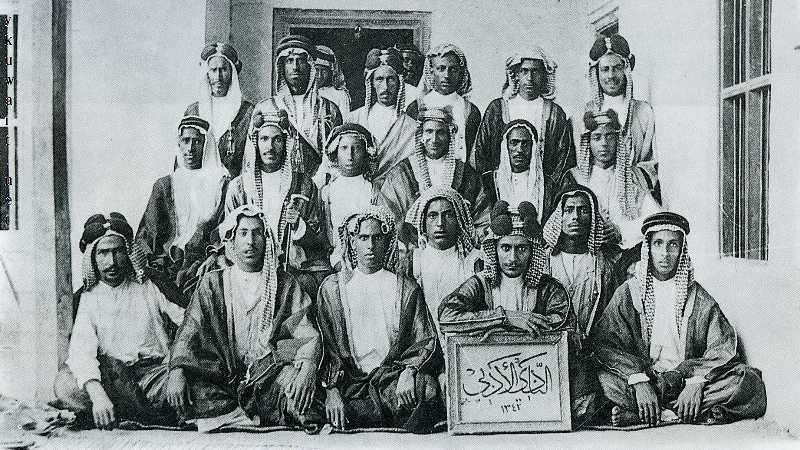
صورة جماعية بمناسبة تأسيس لأعضاء أول نادٍ أدبي في الكويت، أسست عام 1924.

تعتبر مدينة الكويت مركز النهضة الثقافية الكويتية في القرن العشرين. في الأدب العربي، بالإضافة إلى الشعر، بدأت الفنون الأدب الأخرى تظهر بين الأدباء الكويتيين وبخاصة بعد صدور المجلات الكويتية منذ أربعينات، فأخذت المقالة والبحث الأدبي والقصة والرواية تظهر في الأدب الكويتي.

اختارت مدينة الكويت عاصمة للثقافة الإسلامية للعام 2016. فيها منطقة الثقافية الوطنية ومتحف الوطني، وهو غني بالتحف والآثار.

تشتهر الكويت بتقاليدها المسرحية المحلية فهي الدولة العربية الوحيدة في منطقة الخليج العربي التي لها تقاليد مسرحية. تشكل الحركة المسرحية العربية فيها جزءًا كبيرًا من الحياة الثقافية العربية في البلاد. بدأت الأنشطة المسرحية في عشرينيات القرن الماضي عندما تم إطلاق أول الأعمال الدرامية المنطوقة. فلا تزال شائعة.

المسلسلات الكويتية هي من بين المسلسلات الأكثر مشاهدة في العالم العربي. تقع معظم المسلسلات الخليجية في الكويت. على الرغم من أن المسلسلات تؤدى باللهجة الكويتية، إلا أن بعضهم كانت ناجحة حتى في تونس.

## التعليم
نشأة المدارس الحديثة في مدينة الكويت كانت عام 1911، عندما افتتحت في الاسبوع الاخير من شهر ديسمبر أول مدرسة وعرفت باسم المباركية والتي أقيمت في وسط المدينة واستمرت في أداء دورها لفترات طويلة قبل أن تتحول إلى مكتبة عامة يشرف عليها المجلس الوطني للثقافة والفنون والآداب. ساعدت مساحة الكويت الصغيرة وكذلك تعداد سكانه والإمكانيات الضخمة المتاحه لها على تسهيل التعليم. بناء المدارس من أبرز مظاهر النهضة العمرانية الكويتية في خمسينيات القرن العشرين إذ بنيت خلالها عشرات المدارس وفي مقدمتها ثانوية الشويخ ومدرسة صلاح الدين المتوسطة 1952 ومدرسة الشامية للبنين 1953 وروضات طارق والمهلب والمنصور 1954 وغيرها من المدارس داخل مدينة الكويت وفي ضواحيها وقراها. ثم جامعة الكويت التي افتتحت عام 1966.

## الرياضة
المدينة هي موطن نادي الكويت الرياضي، الذي يزود منتخب الكويت لكرة السلة باللاعبين الرئيسيين. في الفترة من 13 إلى 15 فبراير 2020، أقيم سباق الجائزة الكبرى الأول في بطولة العالم للألعاب المائية في الكويت.

في 28 مارس 2018، افتتحت مدينة الكويت لرياضة المحركات في جنوبها في طريق عريفجان 40 تمتد على مساحة 2.6 مليون متر مربع، نفذت خلال مدة بلغت 14 شهرا وصممها هيرمان تيلك.

## الإعلام

برج التحرير هو برج للاتصالات يقع في مدينة الكويت بارتفاع 372 متر كثاني أعلى مبنى في الدولة بعد برج الحمراء.

مدينة الكويت كعاصمة البلاد تستضيف العديد من المؤسسات والمكاتب الإعلامية الكويتية. عن بدايات الإعلام فيها يشار إلى المؤرخ عبد العزيز الرشيد عمومًا، فهو أول من أصدر مجلة في الخليج، وهي مجلة الكويت الشهرية سنة 1928 وكانت تطبع بمطبعة الشورى بالقاهرة، وأول مطبعة عرفتها الكويت أسست في 1947، وبعد ذلك صدر الرشيد مجلة العراقي بأندونيسيا في سبتمبر 1931 واستمرت في الصدور ست سنوات، مع يونس بحري. ثم أصدر العدد الأول مجلة إسلامية التوحيد في 3 مارس 1933 في جاوة بأندونيسيا. ثم مجلة الحق بالاشتراك مع زميله يونس بحري.

صدرت في ديسمبر 1946 حتى 1954 مجلة البعثة وكانت مجلة شهرية ثقافية وترأسها عبد العزيز حسين من صدورها حتى نوفمبر 1950 ثم عبد الله زكريا الأنصاري. ثم كاظمة، صدرت سنة 1948، شهرية في الآداب والفنون والاجتماع، أصدرها عبد الحميد الصانع وترأس تحريرها أحمد زين السقاف. وفي خمسينات القرن العشرين بدأت المرحلة الثانية للصحافة والإعلام في مدينة الكويت ودولتها عمومًا، فبرزت مجلات شهرية وأسبوعية وفصلية وسنوية عديدة في مختلف المجالات وانتشرت وطنيًا وعربيًا، كـالبعث 1950، والعربي 1958، والرسالة 1961، والرأي العالم 1961، والاستقلال 1961، والموظف 1963، وحماة الوطن 1960، والرائد العربي 1960، والشعب 1957، وصوت العامل 1958، والكويت اليوم 1954، والفجر 1955، والاتحاد 1955، وغيرهم الكثير.

يعود تاريخ تلفزيون الكويت وانطلاقته رسميًا إلى عام 1961، حيث بدأت القناة الأولى بثها يوم 15 نوفمبر 1961، ثم القناة الثانية بالأنجليزية، افتتحت في 2 ديسمبر 1979. ثم القناة الثالثة الرياضية، والرابعة في نوفمبر 1993.

## علاقات دولية

### مدن شقيقة
وقعت بلدية الكويت اتفاقيات صداقة وتعاون مع مدن عديدة حول العالم وتوأمت مع:
- تونس: تونس العاصمة، منذ 18 يناير 1988.[77]
- إيطاليا: فلورنسا،  منذ 29 نوفمبر 1991.[78]
- تركيا: أنقرة، منذ 20 سبتمبر 1994.[79]
- إيران: طهران، منذ 14 سبتمبر 1995.[80]
- البوسنة والهرسك: سراييفو، منذ 1998.[81]
- بوركينا فاسو: واغادوغو، منذ 1998.[82]
- إيران: أصفهان، صداقة منذ 19 يونيو 2000، [83] توأمة منذ 15 ديسمبر 2004.[84]
- لبنان: أنصار، النبطية منذ 24 ديسمبر 2002.[85][86]
- البحرين: المحرّق، صداقة منذ 5 يونيو 2003.[87]
- الأردن: السلط،  منذ 11 يوليو 2008.[88]
- تركيا: غازي عنتاب، منذ 2005.[89]
- منغوليا: أولان باتور، منذ 14 سبتمبر 2010.[90][91]
- الإكوادور: كوينكا، منذ 2011.[92]
- الأرجنتين: روساريو، منذ 2011.[93]
- المكسيك: مكسيكو، منذ 17 أكتوبر 2011.[94][95]
- الصين: غوانزو، منذ 24 أبريل 2012.[96]
- إيطاليا: بيشيليي، منذ 11 أكتوبر 2013.[97]
- العراق: البصرة، الموافقات الأولية منذ 15 أغسطس 2016.[98][99]
- تشاد: انجمينا، صداقة منذ 13 يناير 2017.[100]

### فهرس المراجع
1. ↑  "العصفور مديراً عاماً للبلدية بالوكالة". وكالة الأنباء الكويتية. 29 مايو 2024. مؤرشف من الأصل في 2024-05-29. اطلع عليه بتاريخ 2024-12-09.
2. ↑  "التعداد العام للسكان والمساكن والمباني والمنشآت". الإدارة المركزية للإحصاء بدولة الكويت. 2011. مؤرشف من الأصل في 2024-05-02. اطلع عليه بتاريخ 2024-12-09.
3. ↑   https://www.gaziantep.bel.tr/tr/kardes-sehirler/kuveyt-kuveyt. {{استشهاد ويب}}: |url= بحاجة لعنوان (مساعدة) والوسيط |title= غير موجود أو فارغ (من ويكي بيانات) (مساعدة)
4. ↑   https://www.gaziantep.bel.tr/tr/kardes-sehirler. {{استشهاد ويب}}: |url= بحاجة لعنوان (مساعدة) والوسيط |title= غير موجود أو فارغ (من ويكي بيانات) (مساعدة)
5. ↑   https://www.comune.fi.it/pagina/firenze-internazionale/gemellaggi-e-patti-di-amicizia. {{استشهاد ويب}}: |url= بحاجة لعنوان (مساعدة) والوسيط |title= غير موجود أو فارغ (من ويكي بيانات) (مساعدة)
6. ↑   https://www.rosario.gob.ar/web/gobierno/internacionales/relaciones-bilaterales#hermanamientos. {{استشهاد ويب}}: |url= بحاجة لعنوان (مساعدة) والوسيط |title= غير موجود أو فارغ (من ويكي بيانات) (مساعدة)
7. ↑  GeoNames (بالإنجليزية), 2005, QID:Q830106
8. 1 2 3  يحيى شامي (1993)، ص.113
9. ↑  أحمد مصطفى أبو حاكمة (1984)، ص.18
10. ↑  أحمد مصطفى أبو حاكمة (1984)، ص.19
11. 1 2  أحمد مصطفى أبو حاكمة (1984)، ص.17
12. ↑  صبري فالح الحمدي (2005)، ص.26
13. ↑  صبري فالح الحمدي (2005)، ص.27
14. ↑  صبري فالح الحمدي (2005)، ص.32
15. ↑  صبري فالح الحمدي (2005)، ص.36
16. ↑  صبري فالح الحمدي (2005)، ص.41
17. ↑  يوسف عبد المعطي (2002)، ص.18
18. ↑  صبري فالح الحمدي (2005)، ص.42
19. ↑  إبراهيم عبده (1962)، ص.15
20. 1 2  صبري فالح الحمدي (1962)، ص.43
21. ↑  صبري فالح الحمدي (1962)، ص.51
22. ↑  صبري فالح الحمدي (1962)، ص.53
23. ↑  صبري فالح الحمدي (1962)، ص.56
24. ↑  صبري فالح الحمدي (1962)، ص.60
25. ↑  صبري فالح الحمدي (1962)، ص.62
26. ↑  صبري فالح الحمدي (1962)، ص.64
27. ↑  صبري فالح الحمدي (1962)، ص.71
28. ↑  صبري فالح الحمدي (1962)، ص.81
29. ↑  صبري فالح الحمدي (1962)، ص.184
30. 1 2  أحمد مصطفى أبو حاكمة (1984)، ص.365
31. ↑  يعقوب يوسف الغنيم (1999)، ص.30
32. ↑  جريدة القبس :: تراث :: بوابة أو دروازة فالح البريعصي (الشعب) :: 17/10/2008
33. ↑  يعقوب يوسف الغنيم (1999)، ص.31
34. ↑  أحمد مصطفى أبو حاكمة (1984)، ص.342
35. ↑  أحمد مصطفى أبو حاكمة (1984)، ص.346
36. ↑  أحمد مصطفى أبو حاكمة (1984)، ص.363
37. ↑  أحمد مصطفى أبو حاكمة (1984)، ص.369
38. ↑  جريدة الجريدة الكويتية | ما تعريف مدينة الكويت؟! نسخة محفوظة 10 أغسطس 2020 على موقع واي باك مشين.
39. ↑  Middle East :: Kuwait — The World Factbook - Central Intelligence Agency نسخة محفوظة 5 ديسمبر 2020 على موقع واي باك مشين.
40. ↑  عبد الملك علي الكليب (1981). مناخ الكويت (ط. الثانية). الكويت: إدارة الأرصاد الجوية، دولة الكويت. ص. 7.
41. ↑  Where is the world's hottest city? | Cities | The Guardian نسخة محفوظة 9 ديسمبر 2020 على موقع واي باك مشين.
42. ↑  إدارة الأرصاد الجوية الكويتية - المعلومات المناخية نسخة محفوظة 9 ديسمبر 2020 على موقع واي باك مشين.
43. ↑  "World Weather Information Service – Kuwait City". World Meteorological Organization. مؤرشف من الأصل في 2020-12-09. اطلع عليه بتاريخ 2014-02-19.
44. ↑  
"Kuwait International Airport Climate Normals 1961–1990". الإدارة الوطنية للمحيطات والغلاف الجوي. مؤرشف من الأصل في 2020-12-09. اطلع عليه بتاريخ 2015-01-15.
45. ↑  
"Dr.Jeff Masters' article published January 2013". الإدارة الوطنية للمحيطات والغلاف الجوي. مؤرشف من الأصل في 2013-01-17. اطلع عليه بتاريخ 2015-07-20.
46. 1 2  بلدية الكويت عن البلدية نسخة محفوظة 31 أكتوبر 2020 على موقع واي باك مشين.
47. ↑  بلدية الكويت قانون رقم (33) لسنة 2016 م بشأن بلدية الكويت نسخة محفوظة 2 نوفمبر 2020 على موقع واي باك مشين.
48. ↑  مجلس الوزراء: تعيين المنفوحي للبلدية وعبدالأمير لـ«الأعلى للتخطيط» والحساوي في «الزراعة» - الراي نسخة محفوظة 9 ديسمبر 2020 على موقع واي باك مشين.
49. ↑  تجديد تعيين أحمد المنفوحي مديرًا عامًا في "البلدية" | المختصر نسخة محفوظة 9 ديسمبر 2020 على موقع واي باك مشين.
50. ↑  وزارة العدل نسخة محفوظة 9 ديسمبر 2020 على موقع واي باك مشين.
51. ↑  في الكويت 1695 بيتاً لله .. تتَّسع لـ 2.8 مليون مُصلٍّ نسخة محفوظة 9 ديسمبر 2020 على موقع واي باك مشين.
52. ↑  المساجد القديمة تحف تميز الكويت العاصمة نسخة محفوظة 2020-12-19 على موقع واي باك مشين.
53. ↑  قطـــاع المســـاجد - دولة الكويت نسخة محفوظة 20 سبتمبر 2020 على موقع واي باك مشين.
54. ↑  جريدة الجريدة الكويتية | الحركات الإسلامية السُّنية والشيعية في الكويت (الحلقة الثالثة) نسخة محفوظة 15 أغسطس 2019 على موقع واي باك مشين.
55. ↑  التجمعات الشيعية في الكويت | سنة أو شيعة نسخة محفوظة 30 ديسمبر 2018 على موقع واي باك مشين.
56. ↑  إبراهيم عبده (1962)، ص.186
57. ↑  "Welcome to AVONA (Historical Timeline of the Catholic Church in Kuwait)". مؤرشف من الأصل في 2020-12-09. اطلع عليه بتاريخ 2020-12-09.
58. ↑  مدينة الكويت العاصمة : اقرأ - السوق المفتوح نسخة محفوظة 9 ديسمبر 2020 على موقع واي باك مشين.
59. ↑  Kuwait Encyclopedia - موسوعة الكويت نسخة محفوظة 1 أكتوبر 2020 على موقع واي باك مشين.
60. ↑  لمحة عن الوطني نسخة محفوظة 9 ديسمبر 2020 على موقع واي باك مشين.
61. ↑  Kuwait Encyclopedia - موسوعة الكويت نسخة محفوظة 29 أكتوبر 2020 على موقع واي باك مشين.
62. ↑  يعقوب يوسف الغنيم (1999)، ص.20
63. ↑  الكويت.. عاصمة للثقافة الإسلامية نسخة محفوظة 9 ديسمبر 2020 على موقع واي باك مشين.
64. ↑  "Reviving Kuwait's theatre industry" (بالإنجليزية البريطانية). Archived from the original on 2020-12-09. Retrieved 2020-12-09.
65. ↑  Popular Culture in the Arab World: Arts, Politics, and the Media - Andrew Hammond - Google Books نسخة محفوظة 2020-12-19 على موقع واي باك مشين.
66. ↑  http://news.kuwaittimes.net/entertainment-gets-soapy-ramadan-kuwait/ نسخة محفوظة 2019-10-17 على موقع واي باك مشين.
67. ↑  المدرسة المباركية أول خطوة لتطوير التعليم في الكويت - عبر الإمارات - البيان نسخة محفوظة 9 ديسمبر 2020 على موقع واي باك مشين.
68. ↑  بناء المدارس من أبرز مظاهر النهضة العمرانية الكويتية في مطلع الخمسينيات نسخة محفوظة 9 ديسمبر 2020 على موقع واي باك مشين.
69. ↑  Kuwait - FIBA Asia Championship 2015 - FIBA.basketball نسخة محفوظة 8 يوليو 2017 على موقع واي باك مشين.
70. ↑  Double delight for Team Abu Dhabi riders at Kuwait Grand Prix - GulfToday نسخة محفوظة 9 ديسمبر 2020 على موقع واي باك مشين.
71. ↑  مدينة الكويت لرياضة المحركات تفتح أبوابها للجمهور – Kuwait Motor Town نسخة محفوظة 9 ديسمبر 2020 على موقع واي باك مشين.
72. ↑  مدينة الكويت لرياضة المحركات واحة | جريدة الأنباء | Kuwait نسخة محفوظة 10 فبراير 2020 على موقع واي باك مشين.
73. ↑  https://www.kuna.net.kw/ArticleDetails.aspx?id=2705512 نسخة محفوظة 2020-12-19 على موقع واي باك مشين.
74. ↑  عبد الهادي العدواني (1988)، ص.47
75. ↑  عبد الهادي العدواني (1988)، ص.48
76. ↑  «تلفزيون الكويت بين الأمس واليوم» ... مسيرة إعلامية مبهرة - الراي نسخة محفوظة 9 ديسمبر 2020 على موقع واي باك مشين.
77. ↑  commune-tunis.gov.tn بوابة مدينة تونس نسخة محفوظة 19 أكتوبر 2020 على موقع واي باك مشين.
78. ↑  Gemellaggi e patti di amicizia | Città di Firenze نسخة محفوظة 17 نوفمبر 2020 على موقع واي باك مشين.
79. ↑  Ankara Büyükşehir Belediyesi :: Ankaranın Kardeş Şehirleri نسخة محفوظة 25 أكتوبر 2020 على موقع واي باك مشين.
80. ↑  تهران با چه شهرهایی خواهرخوانده است؟ - ایسنا نسخة محفوظة 19 سبتمبر 2020 على موقع واي باك مشين.
81. ↑  Gradovi pobratimi | Grad Sarajevo
82. ↑  "توقيع اتفاقية تآخي بين مدينتي الكويت وواكادوكو". مجلة بلدية رأس الخيمة (ورقية). رأس الخيمة. 1998. {{استشهاد بمجلة}}: الوسيط غير المعروف |العد= تم تجاهله (مساعدة)
83. ↑  درگاه الکترونیکی شهرداری اصفهان
84. ↑  رئيس بلدية أصفهان يوقع اتفاقية التوأمة اليوم نسخة محفوظة 9 ديسمبر 2020 على موقع واي باك مشين.
85. ↑  الجامعة اللبنانية | التشريعات | الموافقة على اتفاقية توأمة وتآخي بين بلدية أنصار اللبنانية ومدينة الكويت نسخة محفوظة 9 ديسمبر 2020 على موقع واي باك مشين.
86. ↑  الجامعة اللبنانية | مركز المعلوماتية القانونية :: التشريعات النافذة :: الموافقة على اتفاقية توأمة وتآخي بين بلدية أنصار اللبنانية ومدينة الكويت. :: المواد :: 1 نسخة محفوظة 19 ديسمبر 2020 على موقع واي باك مشين.
87. ↑  اتفاق مبدئي على ميثاق توأمة بين الكويت والمحرق | محليات - صحيفة الوسط البحرينية - مملكة البحرين نسخة محفوظة 9 ديسمبر 2020 على موقع واي باك مشين.
88. ↑  توقيع اتفاقية توأمة بين مدينتي السلط والكويت نسخة محفوظة 9 ديسمبر 2020 على موقع واي باك مشين.
89. ↑  30 KARDEŞLİ GAZİANTEP - Gaziantep Pusula Gazetesi نسخة محفوظة 4 فبراير 2020 على موقع واي باك مشين.
90. ↑  https://www.kuna.net.kw/ArticleDetails.aspx?id=2636046&language=ar نسخة محفوظة 2020-12-19 على موقع واي باك مشين.
91. ↑  اتفاقية توأمة بين الكويت ومنغوليا | جريدة الأنباء | Kuwait نسخة محفوظة 9 ديسمبر 2020 على موقع واي باك مشين.
92. ↑  http://www.ceipil.org.ar/wp-content/uploads/2016/11/procesos-actores-en-la-gestion-politica-internacional-subnacional.pdf نسخة محفوظة 2020-12-09 على موقع واي باك مشين.
93. ↑  Relaciones bilaterales نسخة محفوظة 30 نوفمبر 2020 على موقع واي باك مشين.
94. ↑  وكالة أنباء الإمارات - إتفاقية توأمة بين عاصمتي الكويت والمكسيك منتصف أكتوبر الجاري نسخة محفوظة 9 ديسمبر 2020 على موقع واي باك مشين.
95. ↑  https://www.kuna.net.kw/ArticleDetails.aspx?id=2196954&language=ar نسخة محفوظة 2020-12-19 على موقع واي باك مشين.
96. ↑  https://www.kuna.net.kw/ArticleDetails.aspx?id=2236095&language=ar نسخة محفوظة 2020-12-19 على موقع واي باك مشين.
97. ↑  جريدة الجريدة الكويتية | اتفاقية توأمة بين محافظة العاصمة وبيشلي الإيطالية نسخة محفوظة 9 ديسمبر 2020 على موقع واي باك مشين.
98. ↑  https://www.kuna.net.kw/ArticleDetails.aspx?id=2518261&language=ar نسخة محفوظة 2020-12-19 على موقع واي باك مشين.
99. ↑  محمد الخالد استقبل محافظ البصرة: أهمية كبيرة للتنسيق الأمني وتبادل المعلومات - الراي نسخة محفوظة 9 ديسمبر 2020 على موقع واي باك مشين.
100. ↑  توأمة بين الكويت ونجامينا - الراي نسخة محفوظة 9 ديسمبر 2020 على موقع واي باك مشين.

### معلومات المراجع
- إبراهيم عبده (1962). دولة الكويت الحديثة (ط. الأولى). القاهرة: مؤسسة سجل العرب ودار الحمامي للطباعة.
- أحمد مصطفى أبو حاكمة (1984). تاريخ الكويت الحديث 1750-1965 (ط. الأولى). الكويت: ذات السلاسل.
- عبد الهادي العدواني (1988). الموسوعة المختصرة لتاريخ الكويت (ط. الأولى). الكويت: دار الكتاب الحديث.
- يحيى شامي (1993). موسوعة المدن العربية والإسلامية (ط. الأولى). بيروت، لبنان: دار الفكر العربي. ج. الكتاب الأول: موسوعة المدن العربية.
- يعقوب يوسف الغنيم (1999). ملامح من تاريخ الكويت (ط. الأولى). المؤلف.
- يوسف عبد المعطي (2002). الكويت بعيون الآخرين، ملامح من حياة مجتمع الكويت وخصائصه قبل النفط (ط. الأولى). الكويت: مركز البحوث والدراسات الكويتية.
- صبري فالح الحمدي (2005). الكويت، نشوؤها وتطورها (ط. الأولى). لندن: دار الحكمة.